# Dieter Hennig (Künstler)

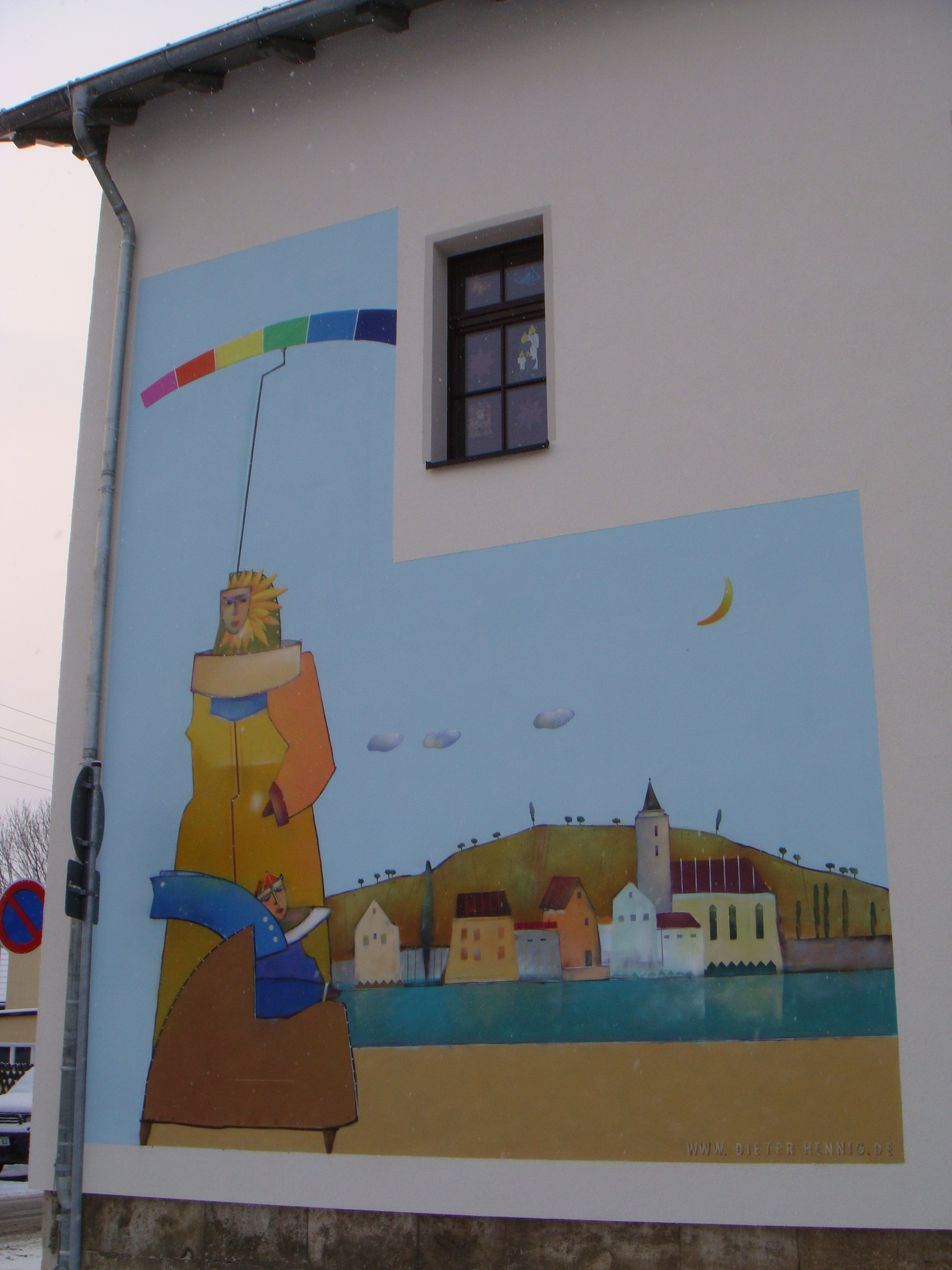
Wandbild Kindergarten Mellingen

Dieter Hennig (* 11. Mai 1943 in Erfurt) ist ein deutscher Maler, Grafiker und Objektkünstler.
Dieter Hennig studierte in Dresden Geodäsie. Sein künstlerischer Ziehvater war der norddeutsche Maler Otto Niemeyer-Holstein. Er lebt und wirkt als freischaffender Künstler in Erfurt.

## Ausstellungen
Erfurt  
- Thüringer Ministerium für Bundes- und Europaangelegenheiten
- Europäisches Kulturzentrum
- Umweltministerium
- Thüringer Landtag

Bremen, Dinslaken, Essen, Helsinki, Mainz, Suonenjoki, Tourcoing, Wiehl, Worbis, Vilnius